# 三精テクノロジーズ
三精テクノロジーズ株式会社（さんせいテクノロジーズ、英: Sansei Technologies, Inc.）は、舞台設備、遊戯機械、エレベーター等の設計・製造を行う日本の企業。コーポレートアイデンティティは「Bringing Smiles With Engineering Excellence（卓越した技術で笑顔をお届けする）」。

## 概要
舞台機構・遊戯機械・昇降機の3事業をコアとしており、企画・設計・製作・施工・保守・改修までを一貫して手掛けることで、「笑顔と感動、そして安全で快適なくらし」を提供するとしている。設立当初はエレベーターなどの輸送機械の製造が主力事業だったが、現在は舞台機構や遊戯機械に軸足が移っている。
社名の三精とは、太陽・月・星の3つの天体を指し、広大無辺の宇宙のように大きく成長したいという願望を込めたものである。
遊戯機械事業において世界トップレベルのシェアを誇り、国内外問わず幅広い納入実績がある。また、売上高でも米国のS&S WorldwideとオランダのVekoma Ridesを合わせたグループ3社で世界トップである。舞台機構事業は官公庁向けで6割、民間向けでは9割以上の国内シェアを握る。
遊戯機械の多くは国内のテーマパーク・遊園地向けに製造しており、1952年に日本で初めてとなる国産ジェットコースター「ウェーブコースター」を宝塚新温泉（後の宝塚ファミリーランド）に納入した。また、ウォルト・ディズニー・イマジニアリングとユニバーサル・ディスティネーション&エクスペリエンスは最大の得意先であり、世界各地のディズニーパークやユニバーサル・スタジオ・テーマパークに同社の遊戯機械が納入されている。
舞台機構は創業翌年の1952年から製造を開始し、舞台機構の老舗メーカーとして、日本を代表する劇場や文化ホールの多くと取引がある。1958年に舞台機構をフェスティバルホールに納入し、舞台機構メーカーとしての基盤を築いた。以降、関西の宝塚大劇場や国立文楽劇場、東京の帝国劇場や歌舞伎座など約2千の劇場やホールに舞台装置を納入している。2016年1月に開業したロームシアター京都には、ワイヤーロープを巻き取るドラムを横型から縦型に変えた省スペースの装置を初納入した。
昇降機事業では、新国立劇場の高さ11mのエレベーターがギネス世界記録に認定されているなど、特色のある製品を多く製造している。
1970年の大阪万博では、エレベーターやエスカレーター、動く歩道をはじめ、舞台機構やジェットコースター、急流すべりなどの各種遊戯機械を多数提供しているほか、モントリオール万博やつくば科学万博、21世紀都市博、横浜博、国際花と緑の博覧会、愛・地球博での実績も豊富である。

## 沿革
- 1951年2月27日 - エレベーター・コンベアー・ロープウェイ・遊戯機械・その他各種輸送機械の製造販売を主たる業務として、東京都港区芝田村町に本社を、大阪市城東区蒲生町に工場を設け資本金40万円にて設立、発足した。
- 1952年
  - 2月 - 機械と繊維取扱いの株式会社三精商会を吸収合併。
  - 3月 - 舞台機構の設計製作を開始。
- 1956年3月 - 大阪市城東区今福中二丁目に本社を移転し、前本社を東京事務所とした。
- 1964年11月 - 大阪証券取引所市場第二部に株式を上場。
- 1968年12月 - 大阪市城東区茨田諸口町（従来の第2工場）に本社を移転。
- 1972年6月 - 同社所有三精ビルの管理業務を担当する三精不動産設備株式会社（現・連結子会社）設立。
- 1973年
  - 6月 - 京都府福知山市長田野工場団地に福知山工場を建設。
  - 12月 - 大阪府吹田市江坂町に本社移転。
- 1975年
  - 5月 - 中部以西地域のメンテナンス業務を担当する株式会社サンセイメンテナンス（現・連結子会社）設立。
  - 7月 - 関東以北地域のメンテナンス業務を担当するサンセイメンテナンス株式会社（現・連結子会社）設立。
- 1976年10月 - レジャー・サービス業務を担当する株式会社サンエース（現・連結子会社）設立。
- 1997年6月 - 福知山工場の荷造発送業務を担当する福知山三精株式会社設立。
- 2003年8月 - 福知山三精株式会社を経営効率の向上のため、三精不動産設備株式会社を存続会社として合併。
- 2005年11月 - 遊戯施設営業部門を株式会社サンエースに営業譲渡。
- 2006年4月 - 株式会社サンエースの小型遊戯施設営業部門を営業譲渡。
- 2008年5月 - 設計・製造・研究開発を一体化した神戸事業所を神戸市北区に開設し、それに伴い福知山工場閉鎖。
- 2011年6月 - 株式会社サンセイメンテナンスを完全子会社化。
- 2012年
  - 5月 - テレビ局・コンサート会場等において電飾・機械装置の製作・施工・操作を手掛ける株式会社テルミックを完全子会社化（現・連結子会社）。
  - 7月 - 米国内において、持株会社 Sansei Technologies, Inc.を設立（現・連結子会社）。
  - 11月 - 遊戯機械の設計・製造・施工・販売を手掛ける米国企業 S&S Worldwide, Inc.を完全子会社化（現・連結子会社）。
- 2014年1月 - 三精テクノロジーズ株式会社に社名変更。
- 2015年1月 - 保守改修部門を含め、本社機能を吹田市江坂町から大阪市淀川区へ移転・統合。
- 2018年3月 - 遊戯機械の設計・製造・施工・販売を手掛けるオランダ企業 Vekoma Rides B.V.を完全子会社化（現・連結子会社）。
- 2023年12月 - テーマパーク等のコンセプト提案、デザイン企画、設計コンサルティングを手掛ける、カナダFORREC Ltd.を傘下に有する Laird Holdings Inc.の株式の70％を取得し子会社化。

## 主な製品
舞台機構
- 床機構
- 吊物機構
- 音響反射板
- 制御機構
- 用途別舞台機構

遊戯機械
- 急流すべり
- ジェットコースター
- 回転型ライド
- ファミリーライド他
- ミニコースター
- ダークライド
- 乗用人型変形ロボット
- 4足歩行型ライド

昇降機
- 階段室型エレベーター
- 住宅用エレベーター
- エスカレーター
- 乗用エレベーター
- 特殊エレベーター
- 寝台用エレベーター
- 荷物用エレベーター

特殊機構
- 土俵迫り・屋形昇降装置
- ショープールクレーン
- 回転レストラン
- ピッチャーマウンド及び各塁ベース昇降装置
- 艇格納装置
- 携帯電話抑止装置

## 主な納入実績

### 舞台機構

#### 官公庁
- 愛知芸術文化センター 愛知県芸術劇場
- あきた芸術劇場ミルハス
- 秋田市文化会館
- アクトシティ浜松
- アクリエ姫路
- iichiko総合文化センター
- 上野学園ホール
- うるま市民芸術劇場
- 愛媛県県民文化会館
- 岡山芸術創造劇場ハレノワ
- 沖縄コンベンションセンター
- 小田原三の丸ホール
- おにクル
- 釜石市民ホール
- カルッツかわさき
- 北九州芸術劇場
- キッセイ文化ホール
- 京都コンサートホール
- 高知県立県民文化ホール
- 国立劇場
- 国立劇場おきなわ
- 国立文楽劇場
- 酒田市民会館「希望ホール」
- 札幌コンサートホールKitara
- 札幌コンベンションセンター
- 札幌文化芸術劇場
- 滋賀県立芸術劇場 びわ湖ホール
- 島根県民会館
- 渋谷公会堂
- 白河文化交流館コミネス
- 新国立劇場
- 高崎芸術劇場
- 高槻城公園芸術文化劇場
- 東京エレクトロンホール宮城
- 東京芸術劇場
- とりぎん文化会館
- 長崎ブリックホール
- 名取市文化会館
- 東大阪市文化創造館
- 兵庫県立芸術文化センター
- 枚方市総合文化芸術センター
- ひらしん平塚文化芸術ホール
- フェニーチェ堺
- 福岡サンパレス
- ふくやま芸術文化ホール
- 宝山ホール
- 本多の森ホール
- マルホンまきあーとテラス
- 箕面市立文化芸能劇場
- メディキット県民文化センター
- 山口市産業交流拠点施設 KDDI維新ホール
- 米子コンベンションセンター
- リンクステーションホール青森
- ロームシアター京都
- 和歌山城ホール

など

#### 民間
- 有明四季劇場
- EX THEATER ROPPONGI
- 梅田芸術劇場
- EXPOホール「シャインハット」
- 大阪四季劇場
- 大阪松竹座
- 歌舞伎座
- 京都造形芸術大学 春秋座
- COOL JAPAN PARK OSAKA
- ザ・シンフォニーホール
- サントリーホール
- シアターH
- シアタークリエ
- Theater Zero
- JR東日本アートセンター四季劇場［秋］
- JR東日本アートセンター四季劇場［春］
- JR東日本アートセンター自由劇場
- 四季劇場［夏］
- 渋谷ストリームホール
- 渋谷ヒカリエ 東急シアターオーブ
- 昭和音楽大学 テアトロ・ジーリオ・ショウワ
- 新橋演舞場
- SkyシアターMBS
- SUPERNOVA KAWASAKI
- 宝塚大劇場
- 帝国劇場
- TBS赤坂ACTシアター
- 電通四季劇場［海］
- 東急歌舞伎町タワー THEATER MILANO-Za、 Zepp Shinjuku (TOKYO)
- 東京ガーデンシアター
- 東京宝塚劇場
- 名古屋四季劇場
- 日生劇場
- 博多座
- パシフィコ横浜ノース（横浜みなとみらい国際コンベンションセンター）
- PARCO劇場
- フェスティバルホール
- ブリーゼタワー サンケイホールブリーゼ
- Bunkamura オーチャードホール
- 北海道四季劇場
- 御園座
- 南座
- 明治座
- 讀賣テレビ放送

など

#### 海外
- エジプト
- シンガポール
- タイ王国
- 大韓民国
- 台湾
- 中華人民共和国
- フィリピン

など

### 遊戯機械
以下は、同社子会社のS&S WorldwideとVekoma Ridesが設計・製造したものの納入先も含む。

#### 国内
- あすたむらんど徳島
- 生駒山上遊園地
- エキスポランド
- グリーンランド
- 神戸ポートピアランド
- サンリオピューロランド
- 志摩スペイン村
- スペースワールド
- 西武園ゆうえんち
- 東京ディズニーシー
- 東京ディズニーランド
- 東京ドームシティアトラクションズ
- 東武動物公園
- ナガシマスパーランド
- 那須ハイランドパーク
- 奈良ドリームランド
- 2025年日本国際博覧会（大阪・関西万博）
- ニューレオマワールド
- ハーモニーランド
- ハウステンボス
- 浜名湖パルパル
- 富士急ハイランド
- ポルトヨーロッパ
- みさき公園
- ユニバーサル・スタジオ・ジャパン
- 横浜・八景島シーパラダイス
- ルスツリゾート
- レゴランド・ジャパン

など

#### 海外
- アイランズ・オブ・アドベンチャー
- エバーランド
- エプコット
- シーワールド
- シダーポイント
- シックス・フラッグス
- 上海ディズニーランド
- ディズニー・アニマル・キングダム
- ディズニー・カリフォルニア・アドベンチャー
- ディズニー・ハリウッド・スタジオ
- ディズニーランド
- ディズニーランド・パリ
- ドリームワールド
- ナッツベリーファーム
- 香港ディズニーランド
- マジック・キングダム
- ユニバーサル・スタジオ・シンガポール
- ユニバーサル・スタジオ・フロリダ
- レゴランド
- ワーナーブラザーズ・ムービーワールド

など

### 昇降機
- 大阪市立総合医療センター
- 大阪市立大学医学部附属病院
- 大阪市立東住吉図書館
- 大阪府警察本部庁舎
- Osaka Metro今里筋線
- 大阪モノレール豊川駅
- 大阪ろうさい病院
- 川上ダム
- 京都国立近代美術館
- 警察大学校
- 国際科学技術博覧会（つくば博）
- 国際花と緑の博覧会（花博）
- 新国立劇場
- 税務大学校
- 中国労災病院
- 津軽ダム
- つくば施設管理センター
- 東京港湾合同庁舎
- 東京消防庁
- 豊洲市場
- 奈良国立博物館
- 21世紀公園都市博覧会（ホロンピア'88）
- 2005年日本国際博覧会（愛・地球博）
- 2025年日本国際博覧会（大阪・関西万博） サウジアラビアパビリオン
- 日本万国博覧会（大阪万博）
- 広島大学病院
- 前橋テルサ
- MAZDA Zoom-Zoom スタジアム広島
- モントリオール万国博覧会
- 湯田ダム
- 横浜博覧会（横浜博）
- 沖縄都市モノレール安里駅

など

### 特殊機構
- 愛知県体育館
- アスティとくしま
- 大阪城ホール
- 大阪府立体育会館
- 岡山市立総合文化体育館
- キムラタン
- 久留米アリーナ
- 国営沖縄記念公園
- 札幌ドーム
- 吹田市文化会館
- 秩父ミューズパーク
- チネチッタ川崎
- 東京体育館
- 徳山競艇場
- 南都銀行御所支店
- 新潟県立自然科学館
- 阪急西宮ガーデンズ
- 阪神高速4号湾岸線（大和川橋梁）
- 東山動物園
- 広島県立総合体育館
- 福岡国際センター
- 北海道大学
- 毎日放送
- 宮城学院
- 両国国技館
- 六花亭ホール

など

## 事業拠点
- 本社・事業所・支店

本社（大阪府大阪市）、神戸事業所（兵庫県神戸市）、東京支店（東京都新宿区）、東京支店分室（東京都江東区）
- 営業所

札幌営業所（北海道札幌市）、青森営業所（青森県青森市）、秋田営業所（秋田県秋田市）、仙台営業所（宮城県仙台市）、金沢営業所（石川県金沢市）、名古屋営業所（愛知県名古屋市）、広島営業所（広島県広島市）、九州営業所（福岡県福岡市）
- サービスセンター

東日本集中監視センター（東京都新宿区）、西日本集中監視センター（大阪府大阪市）

## 関連会社
- 株式会社サンセイメンテナンス - 西日本地区保守改修工事
- サンセイメンテナンス株式会社 - 東日本地区保守改修工事
- サンセイファシリティーズ株式会社 - 不動産管理、製品発送業務、輸送機械の組立
- 株式会社サンエース - 業務施設運営管理
- 株式会社テルミック - テレビ・舞台・イベント・コンサート等の電気・機械装置の設計・製作・施工及び操作
- S&S Worldwide, Inc. - 遊戯機械の設計、製造、施工、販売
- Vekoma Rides B.V.（英語版） - 遊戯機械の設計、製造、施工、販売
- FORREC Ltd.（英語版） - テーマパーク等へのコンセプトデザイン、設計コンサルティング